# 金炳八
金 炳八（キム・ビョンパル、朝鮮語: 김병팔、1934年8月8日 - 2013年）は、朝鮮民主主義人民共和国の政治家。朝鮮職業総同盟中央委員会委員長、朝鮮労働党中央委員会委員候補、黄海製鉄連合企業所支配人兼党委員会責任書記などを歴任した。

## 経歴
日本統治時代の1934年に咸鏡北道で生まれた。万景台革命学院を卒業し、ソ連に留学。1972年に金策製鉄連合企業所技師長に就任し、1982年に金日成勲章を受賞した。1987年に黄海製鉄連合企業所支配人兼党委員会責任書記に転じ、1988年3月7日に開かれた朝鮮労働党中央委員会第6期第13回総会で同委員会委員候補に補選された。1994年7月8日に金日成主席が死去した際には、国家葬儀委員会委員に選ばれた。
2007年7月10日に開催された朝鮮職業総同盟中央委員会第58回総会で同委員会委員長に選出された。朝鮮インド親善協会委員長、朝鮮パレスチナ親善協会委員長を兼任。2008年10月13日に訪朝した張錫春韓国労働組合総連盟(韓国労総)委員長と会談し、南北労働者の連帯・協力強化方案などについて討議し、10月24日に訪朝した李錫行全国民主労働組合総連盟(民主労総)委員長とも会談した。
2009年2月4日に韓国労総・民主労総の代表と会談し、3団体共同での白頭山登山などについて協議した。2009年3月8日に実施された最高人民会議第12期代議員選挙で代議員に選出され、4月9日に開催された最高人民会議第12期第1回会議で最高人民会議常任委員会委員に選出された。
2010年8月には朝鮮職業総同盟中央委員会委員長を解任され、9月28日に開催された朝鮮労働党第3回党代表者会で朝鮮労働党中央委員会委員候補から脱落。2013年10月16日には愛国烈士陵に埋葬されたと報じられたが、死亡日時は不明。

## 参考サイト
- 북한정보포털

| 先代廉順吉 | 朝鮮職業総同盟中央委員会委員長2007年 - 2010年 | 次代玄相主 |